# فهرست آثار ملی شهرستان آق‌قلا
شهرستان آق‌قلا یکی از شهرستانهای ایران است که در استان گلستان قرار دارد. مرکز این شهرستان، شهر آق‌قلا است و نام قدیمی این شهر «مبارک‌آباد»، «اسپی‌دژ» یا «دژ سفید» بوده‌ که  اسپی در زبان طبری به معنای سفید و ترکمن‌ها نام «آق‌قلعه» یعنی قلعهٔ سفید را بر آن نهاده‌اند.

## آثار ثبت‌شده
| ردیف | نام اثر                            | نگاره          | دیرینگی                        | موقعیت                                                                                   | شمارهٔ ثبت | تاریخ ثبت  | منبع  |
| ---- | ---------------------------------- | -------------- | ------------------------------ | ---------------------------------------------------------------------------------------- | --------- | ---------- | ----- |
| ۱    | تپه منگالی                         | بارگذاری تصویر | تاریخی ـ اسلامی                | شهرستان ترکمن، ۴ک م شمال شرق دوراهی مزرعه اینچه برون                                     | ۲۷۱۸      | ۱۳۷۹/۰۴/۲۲ | [ ۴ ] |
| ۲    | قیز لر قلعه                        |                | تاریخی                         | شهرستان ترکمن، روستای سقرتپه                                                             | ۲۷۳۴      | ۱۳۷۹/۰۴/۲۲ |       |
| ۳    | اورکت‌تپه                           |                | پیش از تاریخ                   | شهرستان آق قلا، بخش وشمگیر، ۶۰۰ متری شمال جاده آسفالته روستای انبارالوم                  | ۵۴۲۵      | ۱۳۸۰/۱۲/۲۵ |       |
| ۴    | شاه‌قلی‌تپه                          |                | پیش از تاریخ ـ تاریخی          | شهرستان آق قلا، یک کیلومتری جاده آسفالته آق قلا به مزرعه نمونه                           | ۵۴۲۶      | ۱۳۸۰/۱۲/۲۵ |       |
| ۵    | مجموعه تپه‌های سد وشمگیر            |                | تاریخی                         | شهرستان آق قلا، بخش وشمگیر، روستای انقلاب                                                | ۵۴۲۷      | ۱۳۸۰/۱۲/۲۵ |       |
| ۶    | تپه مرادیاتان                      |                | هزاره یک ق‌م                    | شهرستان آق قلا، بخش وشمگیر، ۱/۵ کیلومتری جنوب دو راهی مزرعه اینجه برون                   | ۵۴۲۸      | ۱۳۸۰/۱۲/۲۵ |       |
| ۷    | تپه دورت بروک                      |                | تاریخی ـ اسلامی                | شهرستان آق قلا، بخش وشمگیر، ۴۰۰ متری جنوب روستای حبیب ایشان                              | ۵۴۲۹      | ۱۳۸۰/۱۲/۲۵ |       |
| ۸    | گوک تپه                            |                | هزاره یک ق‌م                    | شهرستان آق قلا، بخش وشمگیر، روستای گوگ تپه                                               | ۵۴۳۰      | ۱۳۸۰/۱۲/۲۵ |       |
| ۹    | تپه قلاچه                          |                | هزاره یک ق‌م                    | شهرستان آق قلا، بخش وشمگیر، روستای انبارالوم                                             | ۵۴۳۱      | ۱۳۸۰/۱۲/۲۵ |       |
| ۱۰   | محوطه زکریای نبی                   |                | تاریخی ـ اسلامی                | شهرستان آق قلا، بخش وشمگیر، یک کیلومتری جنوب روستای گوک تپه                              | ۸۸۱۶      | ۱۳۸۲/۰۳/۱۰ |       |
| ۱۱   | مجموعه تپه‌های سلطان دون (یلقی تپه) |                | پیش از تاریخ ـ تاریخی ـ اسلامی | شهرستان آق قلا، بخش مرکزی، دهستان گرگان بوی، ۷۰۰ متری شمال روستای شورحیات                | ۸۸۲۶      | ۱۳۸۲/۰۳/۱۰ |       |
| ۱۲   | تپه حکیمی                          |                | هزاره یک ق‌م                    | شهرستان آق قلا، بخش وشمگیر، روستای انبار الوم، شرق مزرعه نمونه ارتش                      | ۸۸۲۷      | ۱۳۸۲/۰۳/۱۰ |       |
| ۱۳   | تپه اسلام‌آباد کهنه                 |                | تاریخی ـ اسلامی                | شهرستان آق قلا، بخش وشمگیر، جنوب روستای اسلام‌آباد کهنه                                   | ۸۸۲۸      | ۱۳۸۲/۰۳/۱۰ |       |
| ۱۴   | مجموعه تپه‌های روشن بی‌بی            |                | پیش از تاریخ ـ تاریخی ـ اسلامی | شهرستان آق قلا، بخش مرکزی، یک کیلومتری جنوب روستای محمد آلق                              | ۸۸۲۹      | ۱۳۸۲/۰۳/۱۰ |       |
| ۱۵   | ندر تپه                            |                | پیش از تاریخ ـ تاریخی ـ اسلامی | شهرستان آق قلا، ۵۰۰ متری ضلع جنوب جاده آق قلا به گنبد کاووس، ۱/۵ کیلومتری روستای سقریلقی | ۸۸۳۰      | ۱۳۸۲/۰۳/۱۰ |       |
| ۱۶   | قلاله تپه/ قلعه تپه                |                | پیش از تاریخ ـ تاریخی ـ اسلامی | شهرستان آق قلا، بخش مرکزی، ۲۰۰ متری جنوب شرقی پل قربان آباد                              | ۸۸۳۱      | ۱۳۸۲/۰۳/۱۰ |       |
| ۱۷   | تپه‌های قلیچ قوینق                  |                | تاریخی                         | شهرستان آق قلا، جاده اینچه برون، ۷۵۰ متری شمال جاده مزرعه نمونه                          | ۸۸۳۲      | ۱۳۸۲/۰۳/۱۰ |       |
| ۱۸   | میرزا علی تپه                      |                | پیش از تاریخ ـ تاریخی ـ اسلامی | شهرستان آق قلا، بخش مرکزی، روستای میرزا علی                                              | ۸۸۳۳      | ۱۳۸۲/۰۳/۱۰ |       |
| ۱۹   | تپه اسلام‌آباد نو                   |                | اسلامی                         | شهرستان آق قلا، بخش وشمگیر، جنوب روستای اسلام‌آباد نو                                     | ۸۸۳۴      | ۱۳۸۲/۰۳/۱۰ |       |
| ۲۰   | محوطه گل تپه                       |                | پیش از تاریخ ـ تاریخی ـ اسلامی | شهرستان آق قلا، بخش مرکزی، ۷۰۰ متری غرب روستای دلیجه                                     | ۸۸۳۵      | ۱۳۸۲/۰۳/۱۰ |       |
| ۲۱   | تپه تپچه (تپه حاجی قره)            |                | تاریخی ـ اسلامی                | آق قلا، بخش مرکزی، ضلع شمال شرقی و متصل به روستای حاجی قره                               | ۸۸۳۶      | ۱۳۸۲/۰۳/۱۰ |       |
| ۲۲   | انش تپه                            |                | هزاره یک ق‌م                    | شهرستان آق قلا، بخش مرکزی، روستای شورحیات                                                | ۸۸۳۷      | ۱۳۸۲/۰۳/۱۰ |       |
| ۲۳   | تپه قلعه جیق                       |                | اشکانی (پارت) ـ ساسانی         | شهرستان آق قلا، بخش مرکزی، ۱۰۰ متری شمال روستای قلعه جیق                                 | ۸۸۳۸      | ۱۳۸۲/۰۳/۱۰ |       |
| ۲۴   | تپه گوکچه                          |                | هزاره یک ق‌م                    | شهرستان آق قلا، بخش وشمگیر، شمال غرب تأسیسات و مزرعه نمونه ارتش                          | ۸۸۳۹      | ۱۳۸۲/۰۳/۱۰ |       |
| ۲۵   | آنه علی تپه                        |                | پیش از تاریخ ـ تاریخی ـ اسلامی | شهرستان آق قلا، بخش مرکزی، دهستان گرگان بوی، ۷۰۰ متری جنوب روستای قلا جیق                | ۸۸۴۰      | ۱۳۸۲/۰۳/۱۰ |       |
| ۲۶   | دین گلکی تپه                       |                | تاریخی ـ اسلامی                | شهرستان آق قلا، بخش مرکزی، یک کیلومتری شمال روستای شورحیات                               | ۸۸۴۱      | ۱۳۸۲/۰۳/۱۰ |       |
| ۲۷   | تپه چونی                           |                | عصر آهن                        | ۱۵ کیلومتری شمال شهرستان آق قلا، ضلع شرقی غربی جاده گمیشان، اینچه برون                   | ۸۸۴۲      | ۱۳۸۲/۰۳/۱۰ |       |
| ۲۸   | قلعه جیق قره تپه داز               |                | تاریخی ـ اسلامی                | شهرستان آق قلا، بخش مرکزی، دهستان آق آلتین روستای قره تپه                                | ۹۳۳۱      | ۱۳۸۲/۰۵/۰۷ |       |
| ۲۹   | قره تپه داز                        |                | تاریخی                         | شهرستان آق قلا، بخش مرکزی، دهستان آق آلتین، روستای قره تپه                               | ۹۳۳۲      | ۱۳۸۲/۰۵/۰۷ |       |
| ۳۰   | تپه مال بازار                      |                | پیش از تاریخ ـ تاریخی          | آق قلا، شمال کمربندی، جنب بازار فروش دام                                                 | ۹۳۳۳      | ۱۳۸۲/۰۵/۰۷ |       |
| ۳۱   | قوش تپه                            |                | تاریخی                         | آق قلا، بدنه شمالی شهر آق قلا                                                            | ۹۳۳۴      | ۱۳۸۲/۰۵/۰۷ |       |
| ۳۲   | ملا تپه                            |                | تاریخی ـ اسلامی                | شهرستان آق قلا، بخش مرکزی، دهستان شیخ موسی، ۳ کیلومتری شمال غربی روستای بدراق ملا        | ۹۷۴۶      | ۱۳۸۲/۰۵/۲۷ |       |
| ۳۳   | تپه قلعه بهرام                     |                | تاریخی ـ اسلامی                | شهرستان آق قلا، بخش مرکزی، دهستان شیخ موسی، ۷۰۰ متری شمال روستای بهلکه بهرام آخوند       | ۹۷۴۷      | ۱۳۸۲/۰۵/۲۷ |       |
| ۳۴   | تپه قبرستان                        |                | تاریخی                         | شهرستان آق قلا، بخش مرکزی، ۵ کیلومتری شمال غربی روستای بدراق ملا                         | ۹۷۴۸      | ۱۳۸۲/۰۵/۲۷ |       |
| ۳۵   | گمیشان                             |                | پیش از تاریخ ـ تاریخی          | شهرستان آق قلا، بخش مرکزی، دهستان شیخ موسی، ۴ کیلومتری جنوب روستای قره داغلی             | ۹۷۴۹      | ۱۳۸۲/۰۵/۲۷ |       |
| ۳۶   | دژ آق‌قلا                           |                | صفویه                          | شهر آق قلا، حاشیه خیابانهای خرمشهر و بسیج                                                | ۲۵۳۶۹     | ۱۳۸۷/۱۲/۱۸ |       |